# The Krixhjälters (album)
The Krixhjälters är en mini-LP av punkbandet The Krixhjälters. Den spelades in våren 1984 men gavs ut först 1986. Detta var bandets debutplatta och de producerade den själva. Den gavs ut på skivbolaget Rosa Honung i 1 500 exemplar i vinyl.

## Låtlista
1. "Guineapig Assasinator" – 1:57
2. "Bränt barn luktar illa" – 1:31
3. "The Protector" – 1:57
4. "Shattered Illusions" – 1:56
5. "Magic Mushrooms" – 1:06
6. "It Serves Us Right" – 2:24

## Banduppsättning
- Pontus Lindqvist - bas, sång
- Rasmus Ekman - gitarr, sång
- Stefan Gorini - trummor, sång